# Siroslaus II.
Siroslaus II. (polnisch Żyrosław; † 1198) war Bischof von Breslau.
Über Siroslaus Herkunft, seinen Werdegang und sein bischöfliches Wirken ist wenig bekannt. Während seiner Amtszeit wurde 1175 das Kloster Leubus gegründet und mit Zisterziensern aus dem Kloster Pforta besiedelt. In einer zwischen 1170 und 1189 ausgestellten Urkunde bestätigte er den Johannitern den Zehntbesitz der Kirche von Groß Tinz a. d. Lohe. 1189 stellte er eine Urkunde in Klein Öls aus. Im selben Jahr schenkte er den Johannitern die Wallfahrtskirche Mariä Heimsuchung in Wartha mitsamt dem gleichnamigen Dorf.